# Radża as-Sani
Radża Abd Allah as-Sani (arab. رجاء عبد الله الصانع, ur. w 1981) – saudyjska pisarka
Pochodzi z rodziny lekarzy, sama również studiowała stomatologię na Uniwersytecie Króla Sauda w Rijadzie. 
W czasie studiów opublikowała powieść Banat ar-Rijad (Dziewczęta z Rijadu), która przyniosła jej dużą popularność, choć została zakazana w Arabii Saudyjskiej. Pomimo sukcesu książki, autorka kontynuowała studia stomatologiczne w Stanach Zjednoczonych, a po powrocie do Arabii Saudyjskie pracuje jako dentystka.   
Książka Dziewczęta z Rijadu opublikowana pierwotnie w Libanie, została przetłumaczona na angielski w 2007 roku, a następnie na ok. 20 innych języków, w tym polski. Tematem powieści jest życie czterech studentek Uniwersytetu w Rijadzie, które zmuszone są żyć zgodnie z saudyjską tradycją. 

## Wybrana twórczość
- Dziewczyny z Rijadu (Banat ar-Rijad)  (2005, tłumaczenie na język polski Eryka Lehr, 2012, ISBN 978-83-62122-02-8